# Паулина Станчева
Паулина Станчева (1907 – 1991), родена Калиопа Костова Паласакева, името се среща и като Калиопа Костова Баласакиева, е българска писателка и поетеса.

## Биография
Родена е на 31 януари 1907 г. в град Бургас. Пише първата си приказка още в началното училище. Едни от най-популярните произведения, написани от нея са „Горско училище“, „Марийкината рокличка“, „Момчето с котвата“, „Момчето и кучето“, „Шарено детство“, „Двете братчета и Суска“, „Д'Артанян се връща победител“ и други.
През 1926 г. завършва гимназия в родния си град. Същата година прави първата си публикация в ученическото списание „Копнежи“. От 1942 г. живее в София, където през 1945 и 1950 г. е редактор в сп. „Жената днес“. Работи като редактор и началник на отдел в Българско национално радио от 1951 до 1956 г. Сътрудничи на множество вестници в столицата и извън нея.
Член е на Съюза на българските писатели. Умира на 12 юли 1991 г.

## Отличия
- 1977 г. – удостоена е с орден „Народна република България“ II степен „по случай 70-годишнината от рождението ѝ и за нейната литературна дейност“.[1]